# Cristian (Sibiu)

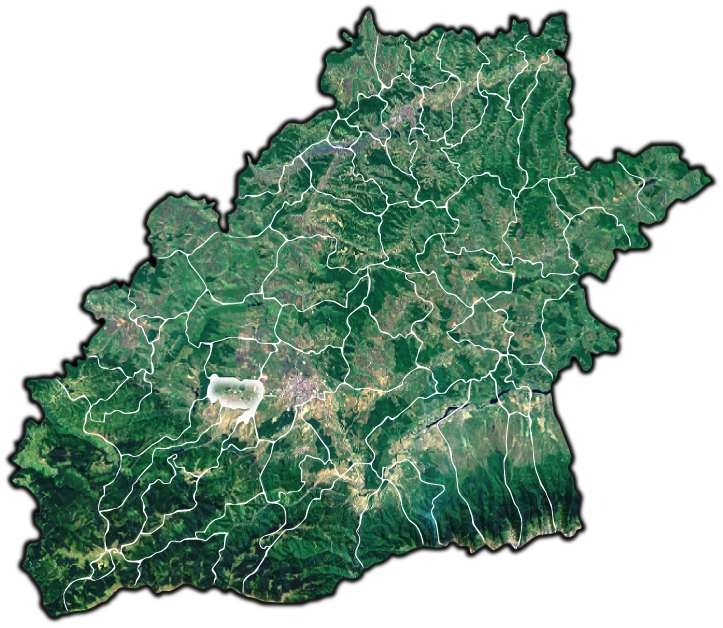
ligging Cristian in district Sibiu

Cristian (Duits: Grossau, Hongaars: Kereszténysziget) is een Roemeens dorp en gemeente of Comună gelegen in het district Sibiu. De gemeente Cristian grenst in het oosten aan de stad Sibiu. De afstand van dorp tot stad is ongeveer 10 km langs de DN1.
Cristian ligt in Zevenburgen, en wordt in 1223 voor het eerst vermeld als Insula Christiani. De weerkerk van het dorp dateert uit 1498.
De census van 2002 toont aan dat naast een grote meerderheid van Roemenen, nog 66 Zevenburger Saksen in het dorp leven.
Het dorp Cristian is sinds 1989 een adoptiedorp van de Belgische stad Leuven. Dit houdt in dat het stadsbestuur van Leuven deelneemt aan, informatie verspreidt over, en de coördinatie verzekert van verschillende hulpacties waarvan sommige door de stad zelf worden georganiseerd.

## Galerij

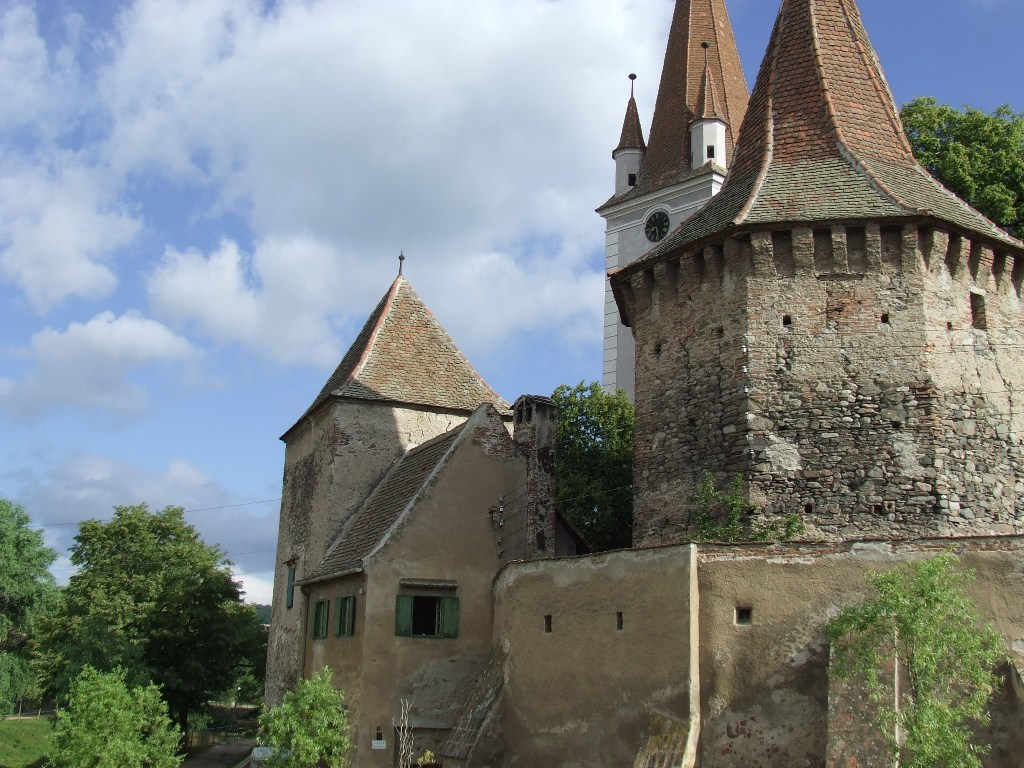
De weerkerk van Cristian (1498)
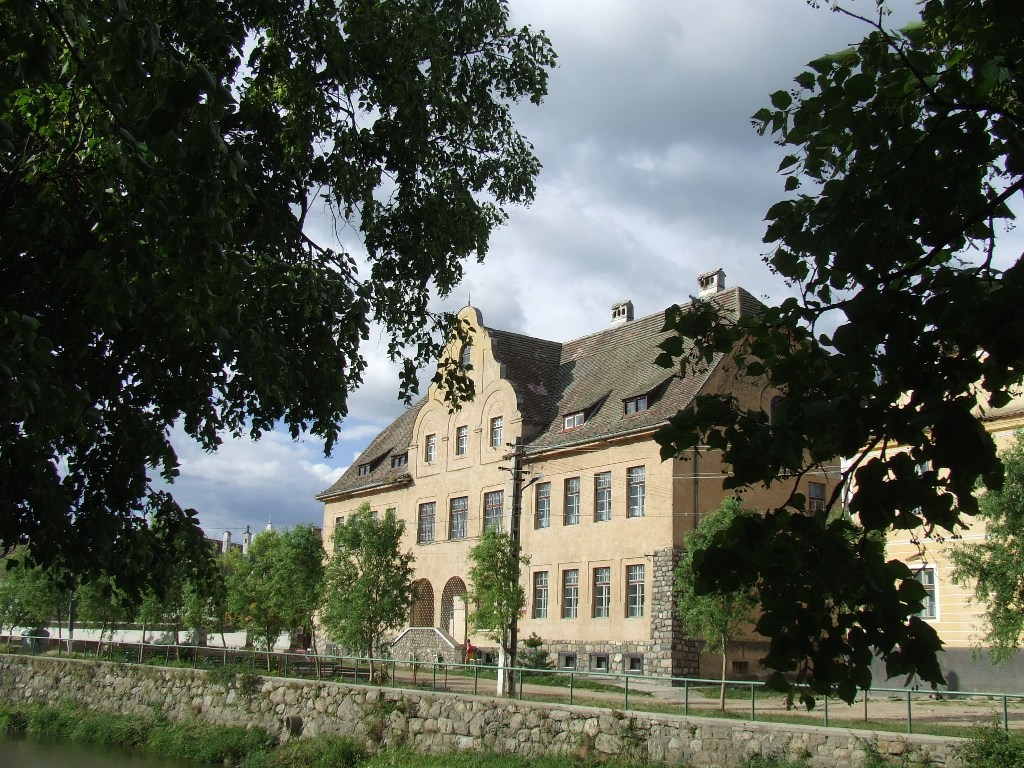
schoolgebouw van Cristian aan de oever van de Cibin
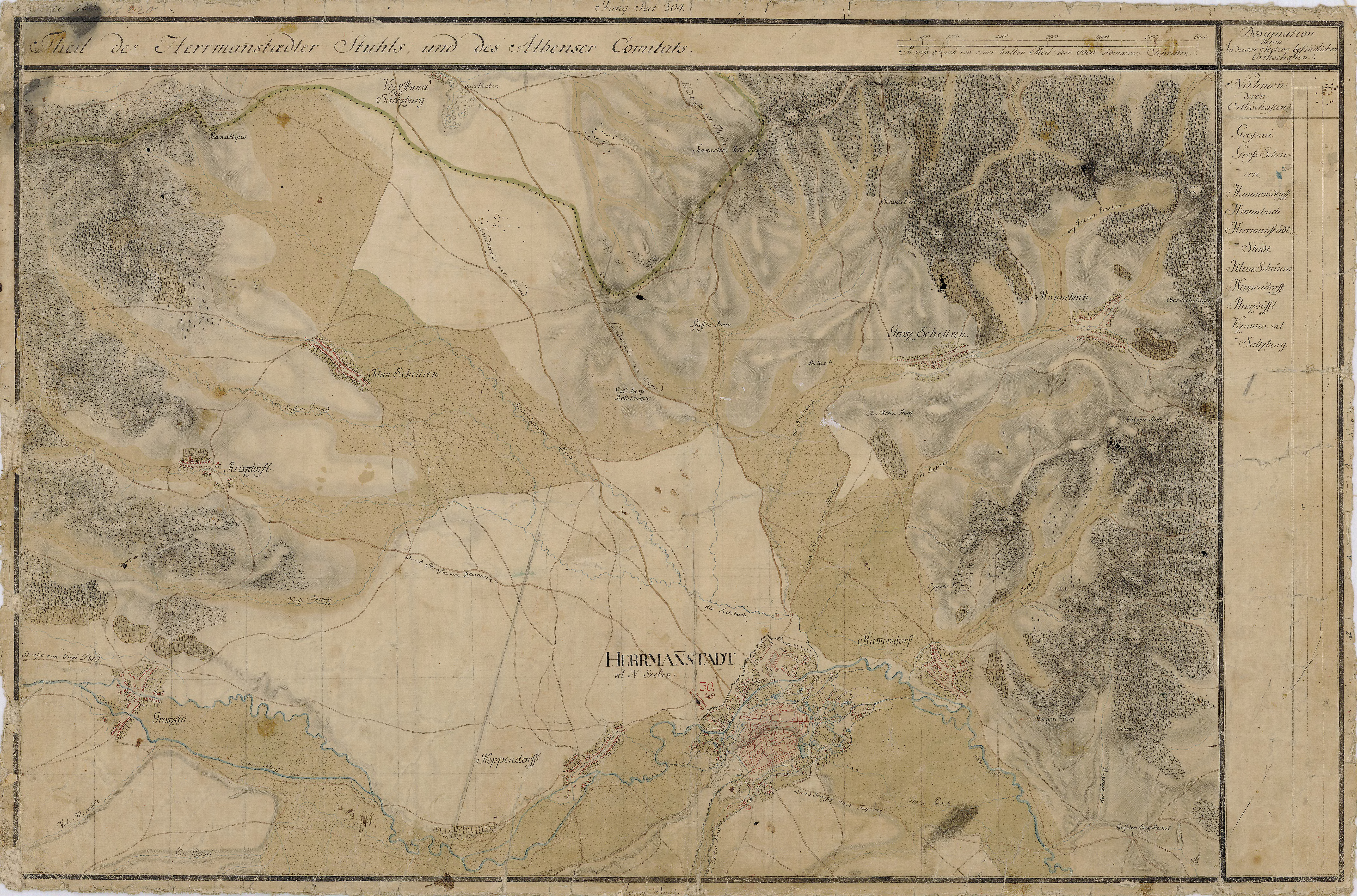
Vermelding van Groszau ten westen van Herrmanstadt op een kaart uit 1769-1773